# Willare Pool
Der Willare Pool ist ein See im Norden des australischen Bundesstaates Western Australia. 
Der See liegt im Verlauf des Yeeda River, südlich der Siedlung Yeleen Crossing.